# Sweet
 Der er for få eller ingen kildehenvisninger i denne artikel, hvilket er et problem. Du kan hjælpe ved at angive troværdige kilder til de påstande, som fremføres i artiklen.

Sweet er en britisk musikgruppe, der havde en række singlehits i første halvdel af 1970'erne. Gruppens bedst kendte besætning bestod af forsangeren Brian Connolly, bassisten Steve Priest, guitaristen Andy Scott og trommeslageren Mick Tucker.
Brian Connolly forlod gruppen i 1979 for at påbegynde en solokarriere og de tre resterende medlemmer fortsatte som en trio indtil gruppen blev opløst i 1981. Fra midten af 1980'erne begyndte Scott, Connolly og Priest hver især at spille under navnet Sweet i forskellige konstellationer. Brian Connolly døde i 1997, Tucker i 2002 og Priest i 2020. Andy Scott spiller fortsat i en udgave af bandet under navnet Sweet. Steve Priest spillede indtil sin død en anden udgave af bandet i USA.

## Historie
Historien om Sweet begynder omkring 1965 med gruppen Wainwright's Gentlemen. Den originale sanger i dette band var Ian Gillan, der snart forlod gruppen for at overgå til Episode Six og senere Deep Purple.
De originale medlemmer af Sweet i denne gruppe var Mick Tucker, trommer (1947-2002) og Brian Connolly, sang (1945-1997), der erstattede Ian Gillan.
Da Gillan forlod gruppen, engagerede de to ovennævnte i 1968 Frank Torpey og Steve Priest, el-bas, og dannede gruppen The Sweet Shop. Senere samme år forkortede de navnet til The Sweet. Frank Torpey blev erstattet af Mick Stewart i 1969, og denne igen af Andy Scott, el-guitar, i 1970.
I 1968 fik The Sweet deres første pladekontrakt med Fontana Records og udgav singlen Slow Motion. Da denne single floppede, måtte gruppen vente et års tid, inden Parlophone udgav singler som Lollipop Man og All you'll Ever get from me.
Successen udeblev, men producer Phil Wainman havde fået øje på bandet og skaffede dem en kontrakt med pladeselskabet RCA, der satte dem sammen med sangskriver teamet Nicky Chinn og Mike Chapman.
Snart herefter gjorde The Sweet sig bemærket på den engelske hitliste med "Bubblegum" hits som Funny Funny (der stilmæssigt minder meget om The Archies' Sugar Sugar), Co-Co og Poppa Joe.
Efterhånden blev gruppens singleplader dog mere rockorienterede, og Block Buster blev nr. 1 i januar 1973 i Storbritannien. Flere store glamrock-hits skrevet af Chinn og Chapman fulgte i 1973 og 1974, fx Hellraiser, Ballroom Blitz og Teenage Ranmpage, hvoraf flere også hittede i USA.
I 1974 forkortede de navnet The Sweet til Sweet.
Utilfredshed med et image som afhængige af Chinn og Chapman bevirkede, at Sweet i 1975 begyndte at skrive og producere deres musik selv. Fox on the Run blev det første single-udspil, bandet selv stod helt for. Den blev et stort hit i hele Europa, samt i USA og Australien.
Imidlertid floppede de efterfølgende singler, og bandet gennemlevede en hastig deroute, dog med en enkelt genopdukning til overfladen i januar 1978 med singlen Love is like Oxygen. Denne nåede top 10 i både Storbritannien, USA og Tyskland. Sangen (som blev nomineret til en Ivor Novello pris) var taget fra deres succesfulde og roste album Level Headed.
Forsanger Brian Connollys alkoholisme var imidlertid taget til, og resulterede, i september 1978, at han forlod gruppen. Nogle få solo-udgivelser fra hans side blev forsøgt, men uden succes.
Sweet fortsatte derefter som trio, men efter to kommercielt mislykkede albums opløstes gruppen i 1981. Et ufærdigt album (Identity Crisis) blev imod deres vilje udgivet af Polydor i 1982.

## Gendannede versioner af Sweet

### Andy Scott's Sweet (1985–i dag )
Andy Scott og Mick Tucker gendannede deres udgave af Sweet med Paul Mario Day (ex-Iron Maiden, More, Wildfire) som forsanger, Phil Lanzon (ex-Grand Prix) på keyboards og Mal McNulty på bas. Orkesteret spillede på Marquee Club i London i februar 1986 og udsendte senere optagelser fra showene sammen med fire nye sange. Orkesteret turnerede i Australien og New Zealand i 1985-86 på pubber og mindre spillesteder. Paul Mario Day endte med at blive gift med en australsk kvinde og flyttede til Australien og forlod orkesteret i 1988. McNulty blev herefter forsanger og Jeff Brown indgik som bassist fra 1989. Lanzon spillede skiftevis med Sweet og Uriah Heep i 1986-1988. Malcolm Pearson og senere Ian Gibbons (der tidligere havde spillet med bl.a. The Kinks overtog efter Lanzon og blev siden skiftet ud med Steve Mann.
Tucker blev i 1991 diagnosticeret med leukæmi. Orkesteret spillede herefter med forskellige trommeslagere indtil tyskeren German Bodo Schopf (tidligere McAuley Schenker Group) overtog. Gruppen indspillede med denne besætning et album kaldet A, men allerede inden den planlagte turne til promotion for albummet forlod Bodo orkesteret. Efter Tuckers forlod orkesteret ændrede Andy Scott orkesterets navn til 'Andy Scott's Sweet', men efter Tuckers død blev navnet igen ændret til 'The Sweet'
Mal McNulty forlod orkesteret i 1994, men optrådte ved et par koncerter, og orkesteret fik herefter Chad Brown (tidligere Lionheart som ny frontmand. Dette line-up udsendte albummet Glitz Blitz and Hitz med genindspilninger af gamle Sweet-hits.
Fra midten af 1990'erne til 2000'erne havde Scotts udgave af Sweet løbende udskiftning af medlemmer.
Andy Scotts Sweet udgav i marts 2012 et album New York Connection med coverversioner af tidligere Sweet hits og andre artisters hits
Andy Scotts udgave af Sweet turnerer fortsat.

### New Sweet, Brian Connollys Sweet (1984–1997)
Brian Connolly dannede i 1984 en ny udgave af Sweet uden nogle af de øvrige medlemmer og turnerede i Europa under navnet 'Brian Connolly's Sweet' og senere med navnet 'New Sweet'. Connolly indspillede et nummer kaldet "Sharontina" der blev udsendt senere på Frank Torpeys album Sweeter i 1998.
Connolly turnerede i Australien i november 1990, men flere koncerter måtte aflyses grundet Conellys helbred. Han optrådte igen i England i december 1990.
Grudnet juridiske uenigheder med Andy Scott om brugen af navnet "Sweet", blev det aftalt, at Connollys udgave benyttede "New Sweet" og Scotts udgave "Andy Scott's Sweet".
Connolly udgav i 1995 et nyt album entitled Let's Go.
Connolly gav sin sidste koncert på Bristol Hippodrome den 5. december 1996 ved et show, hvor der også optrådte andre udgaver af 70'er glamrock bands: Slade II (en udgave af Slade) og John Rossall's Glitter Band Experience (en udgave af Gary Glitters band). Connolly døde den 10. februar 1997.

### Steve Priests Sweet (2008–2020)
Steve Priest dannede i 2008 en udgave af Sweet i Los Angeles med Stuart Smith på guitar, Richie Onori på trommer og Stevie Stewart på keyboards. Forsangeren i dette line-up var Joe Retta. Orkesteret turnerede i Nordamerika og indspillede i 2009 en coverversion af the Beatles' "Ticket to Ride", der blev udgivet på Cleopatra Records' Abbey Road, en tribute CD, der blev udgivet i marts 2009. Orkesteret udgav endvidere en live CD, Live in America, i 2009. En single med en coverversion af Beatles' "I Saw Her Standing There" blev udgivet i april 2010. Orkesteret turnerede i denne periode i Nordamerika og Europa.
I 2012 forlod Stuart Smith orkesteret og blev erstatet af Ricky Z, der igen blev erstattet af Mitch Perry i 2014. Priest døde i 2020.